# 特罗非摩
特罗非摩(希臘語：Τρόφιμος、 Tróphimos ）是一位基督徒，在保罗第三次宣教旅行中陪伴他。他和保罗一起在耶路撒冷，犹太人以为使徒把他带进圣殿，于是引起骚乱，导致保罗被监禁。 （参见第二圣殿）。使徒在写给提摩太的信中说，他因病而将特罗非摩留在米利都。 这一定是指使徒行传中没有注意到的一些事件。
他的瞻礼于9月19日举行。 

## 与使徒保罗的关系
特罗非摩是在保罗第三次传教旅程结束时陪伴他的八个朋友之一（使徒行传 ），他们与他一起从希腊出发，经过马其顿，进入亚洲，并继续走海路，直到到达耶路撒冷。特罗非摩与保罗一起完成了旅程，因为在使徒行传21:29中，提到他在旅程结束时立即与保罗一起在耶路撒冷。

### 使徒保罗被捕的原因
他是保罗在圣殿的法庭上被犹太暴徒袭击，然后又被罗马人逮捕和监禁的无辜原因。这种愤怒的起因是，犹太人认为保罗“带希腊人进殿，……污秽了这圣地。”（使徒行传 21:28 ）。这一虚假指控的根源是，他们在城里见过保罗和特罗非摩在一起。在这个微不足道的基础上，“他们认为”保罗已经带特罗非摩越过了中间隔断的墙（以弗所书2:14 ），任何外邦人都不允许越过这道墙，违者处死。

### 离开米利都
提摩太后书4:20中也提到了特罗非摩：“我把特罗非摩带病留在米利都。”这表明他再次——在前几段提到的日期几年后——与保罗一起进行传教旅行，这是使徒从罗马第一次监禁中获释后进行的一次传教旅行。

## 无名兄弟
据推测，特罗菲摩斯就是哥林多后书 8:16-24 中提到的那个人。 在那里，保罗用最崇高的言辞谈论了他派来与提多同行的一位同伴，但没有透露他的名字。显然，提多和这位门徒就是保罗委托他们负责将哥林多后书交给哥林多人的人人。保罗谈到这位不知名的弟兄时，不仅说他在福音上得到了众教会的称赞，而且还说他被教会选为与他同行。 

## 相关经文
同他到亚细亚去的，有庇哩亚人毕罗斯的儿子所巴特，帖撒罗尼迦人亚里达古和西公都，还有特庇人该犹，并提摩太，又有亚细亚人推基古和特罗非摩
这话是因他们曾看见以弗所人特罗非摩同保罗在城里，以为保罗带他进了殿。——使徒行传21:29
以拉都在哥林多住下了。特罗非摩病了，我就留他在米利都。——提摩太后书4:20
1. ↑  2 Timothy 4:20
2. ↑  Roman Martyrology
3. ↑  2 Corinthians 8:16–24
4. ↑  . 2012-07-26  [2024-02-24]. （原始内容存档于2022-01-07）.